# Венгер Олена Петрівна
Олена Петрівна Венгер (нар. 14 травня 1965, м. Тернопіль) — українська вчена у галузі психіатрії, доктор медичних наук (2017), професор (2017), лікар-психіатр вищої категорії, завідувачка кафедри психіатрії, наркології та медичної психології Тернопільського національного медичного університету імені І. Я. Горбачевського.

## Життєпис
Закінчила лікувальний факультет Тернопільського медичного інституту у 1989 році, 5—тирічну австро—українську школу психосоматичного аналізу в місті Трускавець Львівської області у 2000 році.
З 1992 року працює у Тернопільському медичному університеті: асистент кафедри пропедевтичної терапії (1992—1996), доцент кафедри психіатрії (2004), доцент підрозділу психіатрії кафедри неврології, психіатрії, наркології та медичної психології (2005—2017).
Венгер Олена Петрівна очолює кафедру психіатрії, наркології та медичної психології у Тернопільському національному медичному університеті імені І. Я. Горбачевського з 2017 року.
Венгер О. П. — член Міжнародної асоціації психіатрів та Всеукраїнської асоціації психіатрів.

## Наукова робота
У 2003 році захистила кандидатську дисертацію на тему «Мікро— та макросоціальні чинники формування невротичних розладів (дисоціативних, тривожно—фобічних та обсесивно—компульсивних)» за спеціальністю 14.01.16 — психіатрія.
У 2017 році захистила докторську дисертацію на тему «Депресивні розлади у емігрантів та реемігрантів (клініко-психопатологічні та патопсихологічні особливості, сучасні підходи до лікування та реабілітації)» за спеціальністю 14.01.16 — психіатрія.
Основні напрямки наукової діяльності: вивчення патогенезу, діагностики та лікування невротичних та депресивних розладів, дослідження маркерів первинного психотичного епізоду, діагностика та лікування.
Під керівництвом Олени Венгер захищено 12 магістерських наукових робіт.

## Доробок
Авторка більше 120 робіт, із них співавтор 2 підручників, 2 монографій, 2 методичних рекомендацій.